# Гордана Ченић Јотановић
Гордана Ченић Јотановић (Бања Лука, ФНРЈ, 11. фебруар 1952) српски је универзитетски професор и доктор економских наука.

## Биографија
Гордана Ченић Јотановић је рођена 11. фебруара 1952. године у Бањој Луци, ФНРЈ. Редовни је професор на Економском факултету Универзитета у Бањој Луци и шеф Катедре за међународне економске односе. Ужа научна област јој је Међународна економија. Предаје на предметима Међународни економски односи и Теорија и политика међународне трговине.